# Mujahedini

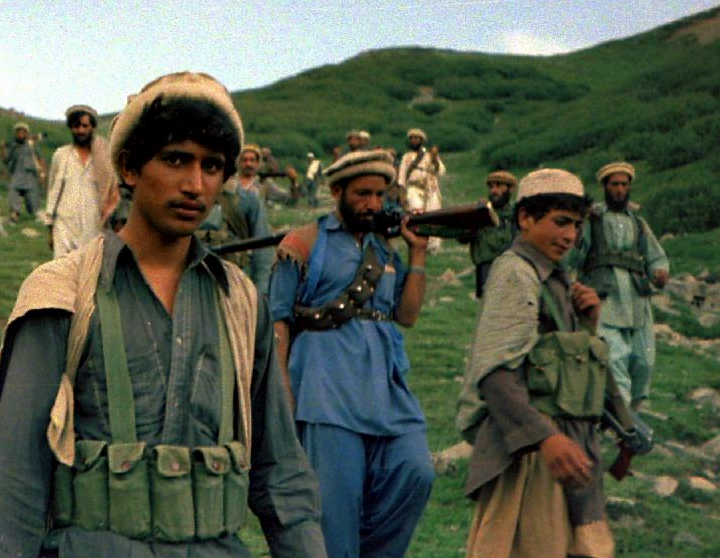
Luptători mujahedini traversând frontiera dintre Afganistan și Pakistan (Linia Durand) în 1985

Mujahedin (arabă مجاهد), pluralul mujahedini (arabă المجاهدين), este un termen care derivă de la cuvântul „Jihad“ și, în general, se referă la o persoană implicată în apărarea Islamului.

## Istoria timpurie
La origine, Mujahedinii (un cuvânt arab) se referă la orice persoană care practică Jihadul. Jihad este termul folosit pentru proiectul de cuceriri în numele Islamului din istoria timpurie a mahomedanismului, în perioada califatelor medievale (între secolele al VII-lea și al IX-lea).

## Mujahedini în Afganistan
În folosirea uzuală, titulatura a pătruns în Occident în perioada Războiului din Afganistan, din 1979 până în 1989, făcând referire la forțele neregulate de gherilă compuse din luptători islamiști afgani care au luptat împotriva trupelor sovietice. Ei au primit sprijin financiar și material în special de la Statele Unite ale Americii, Pakistan și Arabia Saudită. Proviziile de arme și de formare a multor militanți au fost organizate în principal de serviciul secret american CIA și de informații pakistaneze ISI. După retragerea trupelor sovietice în 1989, s-a ajuns la un război civil între diverși membri mujahedini.

## Mujahedini în Iran
Termenul este de asemenea folosit și de Organizația mujahedinilor poporului iranian, o grupare armată de opoziție care luptă împotriva regimului din Republica Islamică Iran.

## Mujahedini în războaiele din Iugoslavia
În războiul din Bosnia au luptat voluntari străini, cea mai mare parte foști luptători din Afganistan, așa-numiții mujahedini (mudžahedin) din 1992 de partea forțelor musulmane bosniace, cu sprijinul material, militar și financiar acordat de Arabia Saudită și Turcia.
În timpul războiului bosniac au existat numeroase atrocități ale mujahedinilor, printre altele, sub conducerea comandantului suprem al armatei bosniace, Rasim Delić, împotriva sârbilor și croaților în Bosnia centrală și regiunea Ozren.
Partizanii Al-Qaida au luptat în Kosovo de partea organizației paramilitare albaneze UÇK.